# Salvelinus gritzenkoi
Salvelinus gritzenkoi es una especie de pez de la familia Salmonidae en el orden de los Salmoniformes.